# Majutsushi Orphen
Majutsushi Orphen (魔術士オーフェン), alias Sorcerous Stabber Orphen aux États-Unis, est une série de courts romans publiés entre 1994 et 2003 au Japon, adaptée en une série manga de six volumes, ainsi qu'en deux séries anime successives de 24 et 23 épisodes diffusées de 1998 à 2000 au Japon (Majutsushi Orphen et Majutsushi Orphen Revenge), et en un jeu vidéo en 2000 pour PlayStation 2 (titré Orphen : Scion of Sorcery aux États-Unis). L'anime est diffusé en France sous le titre Orphen - Le Sorcier Noir à partir de 2001, d'abord sur TF6. Une troisième série est diffusée à partir du 7 janvier 2020 sous le nom de Majutsushi Orphen Hagure Tabi.

## Trame
Orphen est un sorcier qui cherche à rendre forme humaine à son amie Azaléa, transformée 5 ans auparavant en un dragon terrifiant nommé Bloody August par une épée magique, l'épée de Burtanders. Enfants, Orphen et Azaléa ont grandi ensemble dans le même orphelinat avant d'aller étudier à la Tour de la Défense, une école de sorciers. Après la transformation, l'épée est perdue et la Tour de la Défense cherche à tout prix à tuer Dragon August, au grand dam d'Orphen qui s'enfuit.
Il retrouve la trace de l'épée de Burtanders 5 ans plus tard dans la maison de Cléo Everlastin, une jeune bourgeoise l'ayant hérité de son père. Bloody August apparaît alors pour s'en emparer et affronte Orphen, mais après avoir utilisé l'épée, Azaléa comprend qu'elle ne fait qu'empirer son état et disparaît. Orphen part donc à l'aventure en compagnon de Cléo et Majic, son apprenti, pour trouver un moyen de rendre forme humaine à Azaléa.
Au cours de son voyage, Orphen affronte les membres de la Tour de la Défense, dont Childman, son ancien maître et aussi celui d'Azaléa, et Flameheart, un sorcier rival de Childman qui souhaite monter en grade. Il retourne d'abord dans les ruines où il avait trouvé l'épée de Burtanders la première fois, lorsqu'il était un simple assistant d'Azaléa à la Tour de la Défense. Il y découvre un autre artefact lié à l'épée de Burtanders, le bracelet de Nemaphrosis, mais qui semble sans effet. A court d'idées, la troupe se rend discrètement à la bibliothèque de la Tour de la Défense et découvre que le vieux sorcier Rocks Roh pourrait les aider.
Entre-temps, Childman rencontre Bloody August seul à seul, et Azaléa réussit à échanger son corps avec celui de Childman. Furieuse d'avoir été pourchassée toutes ces années, elle prépare sa revanche, tout d'abord en se débarrassant de Rocks Roh, seule personne pouvant se rendre compte qu'elle possède le corps Childman. En mourant, Rocks Roh parvient à expliquer à Orphen que l'épée de Burtanders est incomplète et qu'il doit trouver le second artefact de Burtanders, le joyau de Gigabrious.
Pendant ce temps, Azaléa tente de tuer Childman (dans le corps de Bloody August), qui se laisse faire, celui-ci se sentant coupable de ce qui est arrivé et ayant toujours cherché, avec l'aide de son élève Hartia, à rendre forme humaine à Azaléa. Il est cependant sauvé in extremis par Orphen, qui ignore encore le changement de corps. Hartia est frappé par le changement d'attitude de Childman et découvre que quelque chose cloche quand, en lui demandant s'il a encore besoin du joyau de Gigabrious qu'il garde d'habitude précieusement pour pouvoir sauver un jour Azaléa, il lui répond que non. Hartia apporte alors l'artefact à Orphen, qui redonne sa forme complète à l'épée de Burtanders.
Ayant découvert le changement de corps, Orphen se rend à la Tour de la Défense pour parler avec Azaléa. Elle lui révèle qu'elle était amoureuse de Childman, qu'il l'a rejetée pour la protéger, et qu'elle a ainsi utilisé l'épée pour devenir plus forte, afin que Childman accepte son amour. Bloody August, très affaibli, apparaît alors à la Tour de la Défense et est sur le point de mourir après avoir été attaqué par Flameheart. Cependant, par amour, Azaléa tente d'échanger de corps avec Childman, qui refuse. Azaléa utilise alors l'épée de Burtanders pour sauver Childman, mais échoue. Le corps de Childman est détruit, celui d'Azaléa réapparaît et leurs 2 âmes se retrouvent en liberté. Alors, Orphen utilise à son tour l'épée de Burtanders, associe l'âme d'Azaléa dans son corps et celle Childman comme fétus dans le ventre de celle-ci, réussissant ainsi à les sauver tous les deux.
Par la suite, Cléo rentre chez elle et Majic devient l'élève d'Hartia à la Tour de la Défense. Cependant, l'aventure les appelle, et ils repartent avec Orphen vers d'autres horizons.